# Arunachal Pradesh
Arunachal Pradesh (hindi अरुणाचल प्रदेश, trb.: Arunaćal Pradeś, trl.: Aruṇācal Pradeś; ang. Arunachal Pradesh) – region administrowany przez Indie (w ich północno-wschodniej części) jako stan. Graniczy ze stanami Asam i Nagaland na południowym wschodzie. Na wschodzie graniczy z Birmą, na zachodzie z Bhutanem, a na północy z Chinami. W stanie Arunachal Pradesh odkryto język koro.
W 2011 był to 27. pod względem liczby ludności stan Indii (utrzymał pozycję od 2001). Obszar ten jest terytorium spornym między Chinami a Indiami.

## Podział administracyjny
Stan Arunachal Pradesh dzieli się na następujące okręgi:
1. Anjan
2. Changlang
3. Dibang Dolny
4. Dibang Górny
5. Kameng Wschodni
6. Kameng Zachodni
7. Kurung Kumey
8. Lohit
9. Papumpare
10. Siang Górny
11. Siang Wschodni
12. Siang Zachodni
13. Subansiri Dolny
14. Subansiri Górny
15. Tawang
16. Tirap

## Gospodarka
Największą rolę w gospodarce odgrywa rolnictwo (głównie uprawa ryżu i trzciny cukrowej).